# Малый Кильдин
Малый Кильдин (Медвежий остров, Кувшин) — остров в Кильдинском проливе Баренцева моря. Административно относится к сельскому поселению Териберка Кольского района Мурманской области России.
Остров находится в средней и самой узкой части Кильдинского пролива — Салме, у Мурманского берега. С юга от острова находится бухта Каренкол, в которую впадает ручей Гусиный; к северу остров Кильдин (мыс Пригонный).
Берега Малого Кильдина крутые, сложенные из красного гранита.
В начале XX века рейд между островом и берегом материка считался очень хорошим для стоянки судов. Глубина рейда до 27 метров (15 морских саженей). К югу от острова очень сильные течения.
На острове установлен светящий морской навигационный знак и поклонный крест.